# Ulmus laevis var. parvifolia
Ulmus laevis var. parvifolia es una variedad genética del Olmo Blanco Europeo que se encuentra exclusivamente en la isla de Ada Ciganlija, dentro del río Sava en Belgrado, Serbia.

## Descripción
Se trata de un árbol pequeño con una copa frondosa. Las hojas son más pequeñas que las propias de la especie, 21 – 59 mm (media de 40 mm) de longitud por 14 – 36 mm (media de 26 mm) de ancho, y color chartreuse. El espécimen de la variedad parvifolia en Ada Ciganlija es de muy lento crecimiento, alcanzando una altura de 5,5 m en unos 60 años, con un diámetro de tronco de solo 13 cm.

## Plagas y enfermedades
No se conocen, pero la especie tiene una alta resistencia a la grfiosis, gracias a la presencia de un triterpeno, la Alnulina, en la corteza que actúa como método repelente de los escarabajos Scolytus que portan la enfermedad.

## Cultivo
No hay constancia de la floración del árbol, por lo que su multiplicación sólo se puede conseguir a través de esquejes. No hay constancia de la comercialización de la especie ni en Serbia ni en ningún otro lugar.